# 張貞生 (順治進士)
张贞生，字幹臣，号篑山，江西廬陵縣人，清朝政治人物。

## 生平
順治十五年（1658年）登戊戌科進士，改庶吉士，授翰林院編修，官至翰林院侍講學士。工詩，有《王山遗响》。